# El paradís de les dames
Au Bonheur des Dames (títol traduït al català: El paradís de les dames) és el volum número onze de la sèrie Les Rougon Macquart, de Émile Zola, publicat l'any 1883.

## Argument
El paradís de les dames narra la història d'una jove provinciana, la Denise Baudu, que arriba a París després de la mort dels seus pares a la recerca d'ajuda. L'acompanyen els seus dos germans menors, Jean i Pepé. Es dirigeixen a la tenda del seu oncle, que en el seu moment els havia promès el seu suport. La Denise havia treballat a la seva ciutat com a dependenta en una tenda de roba i esperava que el seu oncle la contractés a la seva, "El Vell Elbeuf". Però el petit comerç d'aquella zona de París (situat una mica al nord de l'Òpera) està en declivi per la competència d'uns grans magatzems, "Au Bonheur des Dames". Aquests nous grans magatzems provoquen la ruïna dels antics comerciants, incapaços d'adaptar-se als nous gustos de l'època. Després de diverses vicissituds la Denise entra de dependenta a "Au Bonheur des Dames", que provoca un gran disgust a la seva família. Els inicis van ser molt difícils per a la noia, però el seu caràcter serè, la seva bondat i la seva honestedat van aconseguint que, a poc a poc, anés ascendint en el complicat organigrama de l'empresa. Paral·lelament a la història de la Denise i de la seva família, la novel·la ens narra l'ascens i el triomf d'Octavio Mouret, el propietari dels grans magatzems i antagonista de la pobra noia. A diferència de la majoria de les novel·les del cicle dels Rougon-Macquart, el desenllaç de la història no acaba amb la derrota dels humils i dels bondadosos a les mans dels egoistes i dels poderosos.

## Personatges principals
- Denise Baudu, l'heroïna de la novel·la és una jove humil i provinciana que aconsegueix, gràcies a la seva honradesa, la seva tranquil·litat d'esperit i el seu sentit de la compassió i la solidaritat, triomfar en la dura lluita per la vida amb què es troba a la seva arribada a París. No gaire bella exteriorment, mal vestida, insegura, pobra i tímida, a poc a poc va vencent-se a si mateixa i davant els altres. Ignorant de les formes externes de l'amor, sofreix interiorment els seus embats, però es manté fidel a una honestedat i dignitat personal. Se sacrifica pels seus germans petits i intenta ajudar la seva família davant la fallida del negoci familiar de teles a l'antiga.
- Octavio Mouret és la figura oposada a Denise. Vidu jove, és un triomfador en els negocis i en les relacions amb les dones. Ho té tot, però no es conforma mai; el seu ideal és créixer i seguir creixent en tot, sense posar-se límits en res. No té objeccions a enfonsar en la misèria els petits comerciants que envolten el seu esplèndid "Au Bonheur des Dames"; les dones per a ell són o bé un capritx o una palanca que l'ajudin a seguir escalant. Viu en contínua agitació. Fins que troba algú que no se sotmet als seus desitjos o els seus capritxos. La Denise es convertirà, sense pretendre-ho, en la dona en qui totes les altres dones trobaran l'ocasió de venjar-se d'aquest tirà. Aquesta és la part dramàtica de la novel·la, que no es resol fins a l'última pàgina (potser d'una forma massa ràpida). L'Octavio Mouret és el representant en aquesta novel·la de la família Rougon-Macquart, és precisament fill de dos cosins d'ambdues branques. En la novel·la anterior de la sèrie, Pot-Bouille (1882) es descriu els inicis de la carrera de Mouret a París.
- Al voltant d'aquests dos personatges es mouen tres grups ben delimitats: Primer, els empleats i empleades dels grans magatzems, que lluiten per escalar llocs, enfrontats els uns amb els altres. Després, els propietaris dels petits comerços que envolten "Au Bonheur des Dames", que són els absoluts perdedors, els incapaços d'adaptar-se al nou ritme dels temps. Simbòlicament, l'enterrament de dos d'aquests personatges i l'esfondrament d'una petita tenda de paraigües marquen la desaparició d'aquesta classe social dels petits comerciants. I, finalment, el grup de dones de la burgesia amb els seus amors i vicis secrets, les destinatàries i víctimes de la perfídia publicitària dels grans magatzems que aconsegueixen fer-se'n amos seduint-les sota a la imatge d'adorar-les a través de l'exaltació de la bellesa i del luxe.